# Lubna al-Hussein
Lubna al-Hussein (Omdurman, 1973) és una sudanesa musulmana, treballadora de mitjans i activista que va rebre atenció internacional el juliol de 2009 quan va ser perseguida per usar pantalons. El seu cas s'ha convertit en una "cause célèbre", amb organitzacions com la Xarxa Àrab per la Informació sobre Drets Humans i Amnistia Internacional que van emetre declaracions de suport.

## Vida
Membre d'una família modesta, va estudià agronomia i finalment treballà com a periodista. En 2003 es va casar amb un periodista sudanès, però aviat va enviudar. Va rebutjar el costum del confinament durant el dol. Columnista en un diari d'esquerra, que va ser clausurat per les seves crítiques al govern del Sudan en el tractament de les dones, hagué de deixar la publicació el 2007, perseguida per la censura. Va trobar feina per al departament de mitjans de la Missió de les Nacions Unides al Sudan.

## Arrest
El 3 de juliol de 2009, la Policia de l'ordre públic va entrar al Kawkab Elsharq Hall, buscant dones i nenes amb pantalons. Al-Hussein - que havia vingut a reservar la festa de noces d'un cosí i estava veient un cantant egipci i va prendre un refresc mentre esperava - va ser arrestada amb dotze dones més. Deu d'elles es van declarar culpables immediatament, se'ls va donar deu pestanyes fuetades a cadascuna, i foren alliberades. Hussein i dues altres dues dones van rebutjar aquesta oferta i van insistir en un judici.
Entre l'arrest i el judici, Hussein va començar a donar a conèixer el cas imprimint 500 targetes d'invitació i enviant correus electrònics amb la línia d'assumpte "La periodista sudanesa Lubna us convida de nou a la seva flagel·lació demà".
Hussein Hussein ha utilitzat la seva batalla legal com una plataforma pública per atacar l'article 152, perquè la forma en què s'aplica al Sudan no és ni constitucionalment ni dogmàticament permesa per la Xaria. Els seus esforços han donat lloc a un espectacle públic de solidaritat per les dones de la regió, però també la violència dels extremistes islàmics.
Quan el cas es va sotmetre a judici, el jutge va proposar suspendre'l, i va assenyalar que gaudia d'immunitat diplomàtica gràcies a la seva feina de les Nacions Unides. Al-Hussein va declarar que volia renunciar a la seva feina i provar la llei. Si era considerada culpable, va declarar la seva intenció d'apel·lar el seu cas a la cort superior i fins i tot al tribunal constitucional, en un esforç per canviar la llei.
En la segona aparició d'Al-Hussein a la cort, el 4 d'agost, el jutge va ajornar de nou el seu cas, aquesta vegada durant un mes, dient que volia obtenir consells sobre si era immune a l'acusació o no. Fora de la sala de tribunals, la policia va disparar gas lacrimogen a les manifestants vestides amb pantalons.
Ban Ki-moon, el secretari general de l'ONU, va manifestar la seva preocupació pel càstig al que s'enfrontava.
El 7 de setembre va ser declarada culpable i va ser multada amb 500 lliures sudaneses, però no condemnada a ser fuetejada. Ella va declarar que tenia la intenció de no pagar, i estava preparada per fer front a un mes de presó. Aquesta tercera aparició va comptar també amb diplomàtics i treballadors de drets humans que van observar el cas als tribunals, i els manifestants a l'exterior. Els periodistes van comptar-ne uns 150, que van ser atacats per un nombre menor de contra-manifestants i batuts per la policia antidisturbis. Almenys 40 manifestants van ser arrestats i lliurats sota fiança.
Quan Hussein va intentar volar a Líban a principis d'agost per a una entrevista sobre aquest cas, les autoritats del Sudan van impedir que sortís del país.
Fora del Sudan, el suport al seu cas es va desenvolupar lentament, malgrat el seu coneixement íntim de com funciona el mitjà i els seus contactes internacionals. El programa de ràdio de la BBC Woman's Hour va discutir fins a quin punt el cas havia estat ignorat per les feministes britàniques.
El seu cas esdevingué un cas de prova sobre els drets de les dones al Sudan. Hussein, qui es considera una bona musulmana i portava pantalons solts coberts per una brusa llarga, sosté que el cas "no es refereix a la religió, sinó als homes que tracten malament les dones". Vol canviar la llei en representació de totes les dones del Sudan. Argumenta que l'article 152, que permet la flagel·lació o multar qualsevol persona que "violi la moral pública o utilitzi roba indecent" sense definir "roba indecent", ell mateix viola tant la Constitució provisional del Sudan com la Xaria.
A la vespra de la tercera aparició de Hussein a la cort, Amnistia Internacional va publicar una declaració demanant al govern sudanès que revoqués l'article 152 i que aixequés els càrrecs contra ella. Afirma que la Comissió Africana de Drets Humans i dels Pobles "va ordenar que el Sudan modifiqués l'article 152 per considerar que la flagel·lació era una tortura sancionada per l'estat" el 2003.
Segons un article de la revista estatunidenca Foreign Policy, aquest cas ha encoratjat activistes dispars, d'ONG a polítics de l'oposició, a cooperar entre ells en els seus esforços per canviar la llei.
Finalment, la Unió de Periodistes Sudanesos, propera al poder, paga molt ràpidament la multa que es negava a pagar. Alliberada, però amenaçada, abandonà il·legalment el seu país. Refugiada a l'estranger, continua tractant de mobilitzar l'opinió internacional sobre la situació de la dona al Sudan. Va escriure un primer llibre el 2010, Forty lashes for wearing trousers (Quaranta fuetades per dur pantalons) on també evoca la seva mutació genital als 7 anys, després un segon amb Djenane Kareh Tager, Suis-je maudite ? La femme, la chaia et le Coran.